# Вићентије Ракић (педагог)
Вићентије Ракић (1881-1969) био је српски педагог, професор Филозофског факултета Универзитета у Београду.

## Биографија
Рођен у Параћину 17. новембра 1881. године. Основну школу и ниже разреде гимназије завршио је у Параћину. Школовање наставља у Београду, где је завршио и Филозофски факултет. Након завршених студија радио је у јагодинској гимназији као суплент (заменик наставника, приправник). Марта 1907. године изабран је за државног питомца за изучавање Практичне филозофије на Универзитету у Лајпцигу. Након четири и по године (1911) успешно је завршио студије, одбраном докторске дисертације "Васпитање игром и уметношћу". По повратку у Србију изабран је за доцента на Филозофском факултету у Београду, на предмету Методика средњошколске наставе. Након пензионисања, 1938. године, живео је у Београду и родном Параћину, где је и умро, 5. октобра 1969. године. Најзначајнија професионална достигнућа професора Ракића јесу оснивање семинара за педагогију, увођење новог курса теорије образовања, стварање новог типа дидактике комбинујући "школу рада" и "школу учења", расветљавање проблема тадашњег образовања, примена бихевиористичког метода у педагогији итд. Радио је веома предано, готово до последњих дана живота. Написао је и објавио веома мало, али у томе је написао много оригиналних идеја и схватања.

## Теорија васпитања
Вићентије Ракић је први међу српским педагозима који је потпуно окренуо леђа хербартовској нормативној педагогији. Он је имао чисто теоријски став према проблематици васпитања и проучавање васпитања за њега је било озбиљна, одговорна и научна делатност, везана за јасну свест о циљу. Он је васпитање и образовање и схватао и као значајне делове живота.
У својим разматрањима васпитања и његовог циља, Ракић полази од основног става да је васпитање животна потреба и да је у функцији индивидуалног и друштвеног развоја, што је у великој мери дјуијевска интерпретација васпитања, као и она која се односи на анализу везе васпитање-школа-друштво. Ракић је и циљ васпитања поставио имајући у виду његову друштвену условљеност, те је тврдио да је васпитање једне епохе у тесној вези са стањем у коме се налазе морал, привреда, наука или уметност те епохе и да, стога, крајњи циљ васпитања мора бити свестрано изражен, тј. да не може бити ни само морални, ни само естетски, ни само политички и грађански, као што се то види у појединим педагошким правцима.Осим што ова својства приписује животу схваћеном као биолошки, али и социолошки феномен, Ракић сматра да су ове способности својствене и човеку као индивидуи. Васпитање, уско повезано са животом, има функцију развијања ова два аспекта живота, односно способности човека.
Теоријска основа од које Ракић полази и у складу са којом је систематизовао своју теорију образовања јесте својеврсно поимање живота. Ракић полази од чињенице да се природа састоји од две врсте појава: промена и новина и понављања и правилности. У складу са тим износи поставку о постојању две основне функције живота: најопштијих способности за понављање правилних реакција и способности за мењање и промену наведених реакција. Обе способности су међусобно повезане, те се услови једне не могу одвојити од услова друге. Међутим, то су по суштини различите способности и свака се својим вежбањем развија и одржава. Успостављање равнотеже између ове две способности се посматра као комплексан процес услед чињенице да су по својој суштини супротне, а зависне једна од друге. Ракић је истицао ум и вољу које заједно дефинише као интелигенцију, ако способност без које је незамислива било каква промена свесног живота. У његовом научном раду ум и воља заузимају централно место и посвећује им два посебна дела „Главни чиниоци у развитку воље“ и „Образовање воље".
Као Мојманом ученик, за четири ипо године је докторирао, а у својој докторској дисертацији је показао завидан ниво компетентности. Она је Била предмет многих расправа на научним скуповима у иностранству, али код нас остала непозната. Целовита теза у преводу се појавама тек 1946. године под називом „Васпитање игром и уметношћу“.
Игром и уметношћу Ракић постиже равнотежу ових снага, односно функција васпитања, оне „помажу човеку да очува, упркос штетном утицају свакодневних понављања, слободан поглед на све што се око њега збива [...] и да у целокупном свом деловању покажу унутрашњу слободу и природност“.
Ракићево схватање васпитања, такође, веома је широко. За Ракића васпитање је свесна еволуција, односно развиће, процес који нема спољашњи циљ, осим да развија унутрашње снаге човека. Поред тога, оно обухвата низ радњи, у које спадају не само учење, вежбање и навикавање, и помоћни рад наставника и васпитача који ученику помажу при томе учењу, вежбању и навикавању које се подразумевају, већ и целокупно уживање у уметностима уопште: у музици, плесу, вајарству итд. Затим све игре, па спортови и уопште цела весела и забавна област живота.
Главна тежња игре и уметности јесте да функцију промене претворе у егзалтацију, односно да уздигну до опијености и онога ко ствара и онога ко ужива. Дакле, игра и уметност морају увек да пружају нешто ново, да стално изазивају промене у животној средини како би функцији промене пружиле што више подстицаја.

## Схватања о школи
Веома су особена и интересантна схватања Ракића о школи, настави, учењу и народном образовању.